# Pennyauktion
Eine Pennyauktion ist eine Onlineversion der All-pay-Auktion, bei der jedes Gebot kostenpflichtig ist und alle Teilnehmer bezahlen, also auch jene, welche einen Artikel gar nicht erwerben können. Das Verfahren entspricht im Prinzip einem Glücksspiel.

## Entstehung
Der Begriff stammt aus der Zeit der Großen Depression, als Farmer bei Zwangsversteigerungen durch Drohungen andere Bieter daran hinderten, nach dem Mindestgebot von einem Penny weiterzubieten.
Die ersten Online-Pennyauktionen wurden im Jahr 2005 vom Online-Auktionshaus Telebid, später umbenannt in Swoopo, durchgeführt.

## Rechtliches
In der Schweiz wurden Online-Cent-Auktionen verboten.
Auch in Deutschland wurde in einem Urteil des Verwaltungsgerichtshofs Mannheim (23. Mai 2013 – Az.: 6 S 88/13) festgestellt:
„Eine Countdown-Auktion im Internet,..., ist Glücksspiel im Sinne von § 3 Abs. 1 GlüStV n.F.“.
sowie Abs. 22:
„Für ein Spiel ist also in objektiver Hinsicht charakteristisch, dass jeder Spieler ein Vermögensrisiko in der Hoffnung eingeht, dass auf Kosten des jeweils anderen Spielers ein Gewinn erzielt werden kann (van der Hoff/Hoffmann, aaO., S. 70). Diese Voraussetzungen sind hier erfüllt.“

## Prinzip
Unabhängig vom Realwert des Auktionsgegenstandes beträgt der Anfangspreis einer Auktion 0,01 € oder 0,00 € bei einer vermeintlichen Laufzeit von einigen Stunden. Die Teilnehmer bezahlen für jedes platzierte Gebot eine Gebühr, zahlbar sofort via PayPal, Kreditkarte oder Sofortüberweisung. Gleichzeitig erhöht jedes eingegangene Gebot den Warenpreis um einen geringen Beitrag, in der Regel einen Cent, und verlängert die Auktionsdauer um einige Sekunden. Es gewinnt der Teilnehmer, der das letzte Gebot abgegeben hat. Alle Anderen verlieren ihren Einsatz.
Die Seiten sind jeweils über mehrere Länder hinweg gekoppelt, alle Länder bieten auf derselben Auktion und es gibt nahezu keine Möglichkeit, in einem kleinen Land wie Österreich oder der Schweiz mit einem geringeren Einzugsgebiet zu gewinnen.
Beispiele: Ein iPhone läuft bis 220,95 Euro auf dem System von swoggi. Somit sind 22095 Gebote abgegeben worden, welche den Preis je um einen Cent erhöhten, wobei jedes Gebot 50 Cent kostete (sowie die Laufzeit um 15 Sekunden verlängerte). Zudem wurde bei Geboten nach 23 Uhr die Laufzeit durch das System um 10 Stunden verlängert, um ein Enden des Angebots in den Nachtstunden zu verhindern. Im Gesamten wurde also der Preis für 18 iPhones bezahlt, es stand aber nur eines der Geräte zum Verkauf. Der Käufer kaufte das Gerät mit 22,6 Prozent Rabatt auf dem angegebenen Listenpreis. (Immer noch nicht berücksichtigt sind hier die „Gratis-“ Gebote, welche auch nicht wirklich gratis sind).
Ganz wichtig für die Anbieter ist es also, dass andere Beispiele vorkommen wie ein iMac mit einem Listenpreis von 1099,00 Euro zu 7,57 Euro, im Durchschnitt kostete aber eines der 19 verkauften Geräte (also weniger als zwei pro Monat) zwischen 19. November 2012 und September 2013 111,17 Euro, wobei nur 6 Käufer zum Zug kamen, diese allerdings bis zu 4 Mal. Natürlich bleibt auch jede Referenzierung auf eine solche Angebotsseite problematisch; die hier gewählte Site lässt zwar immerhin eine Auswertung zu, was nicht als Werbung verstanden werden soll.
Immer wieder werden vom schlussendlichen Käufer derart viele Gebote abgegeben, dass von einem Einschlag auf dem Listenpreis nicht viel übrig bleibt oder wie im folgend referenzierten Beispiel der Listenpreis um 40 Prozent überzahlt wird (Der Rabatt wird im Beispiel mit 0,00 Euro angegeben; dies darum, weil der tatsächliche Verlust vom System gar nicht angezeigt wird).
Bei einigen Anbietern hat man die Möglichkeit, den Artikel über eine Kaufoption zum Listenpreis zu erwerben. Bei dieser Kaufoption können die eingesetzten Gebote auf den Kaufpreis angerechnet werden. Somit kann man zumindest ohne Schnäppchen aber auch ohne Verlust aus der Auktion herausgehen, wenn man nicht Letztbietender war.
Der wohl meistverkaufte Artikel sind auf allen Plattformen die Bietpunkte, welche ebenfalls ersteigert werden können – mit dem entsprechenden Risiko.

## Verbreitung
In den USA existieren zwei Zusammenschlüsse größerer Pennyauktion-Seiten – Entertainment Auctions Association (EAA) und Penny Auctions Merchants Association (PAMA), die den Gesamtgewinn des Fachgebietes in 3 Milliarden US-Dollar bewerten. Im Vereinigten Königreich war der größte Anbieter Swoopo mit bis zu 324.000 monatlichen Zugriffen (im August 2009).  Die Marke dient in den USA im Jahr 2013 noch als Weiterleitung auf DealDash, für das deutsche Mutterhaus wurde am 25. März 2011 Antrag auf Insolvenz gestellt.
Die Seite Quibids.com, mit 1,5 Mio. monatlichen Zugriffen 2011 größter Anbieter auf dem US-Markt, bot pro Tag 10.000 Auktionen an und ist seit August 2012 auch in Deutschland aktiv.
In Deutschland gibt bzw. gab es eine Reihe von Anbietern, wie zum Beispiel:
- justcents.de
- auktis.com
- centgebote.de
- de.swoggi.com
- quibids.com (seit 2014 nur noch für Nutzer aus USA)[15]
- snipster.de
- mysnapshot.de
- de.madbid.com

Der ehemalige Vorreiter swoopo.de ist 2011 vom Markt verschwunden und bidfun.de hat seit August 2013 keine Angebote online.

## Kritik
Pennyauktionsseiten nutzen einzelne Aspekte der Spieltheorie, um die Teilnehmer an die jeweilige Auktion zu binden. So wird mit jedem platzierten Gebot die gefühlte Investition größer und auch die Bereitschaft zu weiteren Geboten, um das investierte Kapital nicht zu verlieren. Durch das Angebot automatischer Bietagenten, welche für die Kunden in einem zuvor festgelegten Intervall eine vorgegebene Anzahl an Geboten abgeben, kann dem entgegengewirkt werden. Quellen werten das Prinzip eher als verstecktes Glücksspiel oder Lotterie denn als Versteigerung. Von Verantwortlichen und Betreibern wird hingegen betont, dass Timing, Strategie und Können nötig sind, um eine Pennyauktion zu gewinnen. Allerdings ist wieder zu berücksichtigen, dass nur die zur Auswahl stehenden Artikel gekauft werden können, und die Auswahl oft sehr beschränkt ist.
Als weiterer Kritikpunkt wird der Einsatz von Bots vermutet („mitbieten“ durch ein Computerprogramm, das ohne weiteres Zutun eines Mitarbeiters automatisch arbeitet und an der Auktion teilnimmt), um den Auktionspreis in die Höhe zu treiben und die Teilnehmer zu weiteren kostenpflichtigen Geboten zu animieren oder das versteigerte Produkt durch ein Bot-Gebot nicht ausliefern zu müssen und es ein weiteres Mal versteigern zu können.
Verbraucherorganisationen, wie Stiftung Warentest und K-Tipp warnen vor Cent-Auktionen wie zum Beispiel Bidfun.
Eine der Täuschungen ist auch die erwähnte Verlängerung in der Nacht nach 23 Uhr, bieten doch die – falls wie bei swoggi in Übersee vorhanden – ausländischen Seiten in Brasilien und den USA dieselben Artikel an, womit es keine Nachtruhe gibt. Ein weiterer Misstrauenspunkt ist die Verschiebung des Angebots auf immer neue Seiten; so spricht zwar swoggi von Erfahrung mit „auktionclick.de“, ohne dass man über den Verbleib der damaligen Seite irgendwas erfahren würde. Wechselnde Anbieter helfen nicht wirklich in Sachen Vertrauenswürdigkeit.